# Городской совет Чикаго
Городской совет Чикаго (англ. Chicago City Council) — однопалатный орган законодательной ветви правительства Чикаго. В состав городского совета входят 50 членов, которые избираются на 4 года и не имеют ограничений на количество сроков службы. Формально председательствует в Совете мэр Чикаго, а его фактической главой является временный председатель.
В данный момент 49 членов гор. совета — демократы и один — республиканец.